# Ostra Brama (szczyt)
Ostra Brama (norw. Ostra Bramatoppen) – góra na Spitsbergenie, o wysokości 1035 m n.p.m., najwyższy szczyt w Górach Piłsudskiego. 
Szczyt został nazwany w 1934 przez uczestników polskiej ekspedycji naukowej, w nawiązaniu Ostrej Bramy w polskim wówczas Wilnie, z którego pochodziło dwóch członków wyprawy i w którym profesorem był Michał Siedlecki, ojciec uczestniczącego w wyprawie Stanisława Siedleckiego.